# 창룡문
'창룡문'(蒼龍門)은 수원시 장안구 연무동에 위치한 수원 화성의 동문이다. 돌로 쌓은 홍예문 위에 단층문루를 세우고 밖으로는 성문을 보호하기 위하여 한쪽이 열려 있는 옹성을 쌓은 구조로 되어있다.

## 역사
1794년에 정조대왕의 명으로 성곽과 같이 착공했으며 1796년에 다른 시설물과 같이 완성되었다. 그리고 한국전쟁으로 문루와 홍예가 소실되었으나 1975년에 복구하였다. 그리고 1997년 수원 화성으로 유네스코 세계유산으로 지정되었다.

## 주변 시설

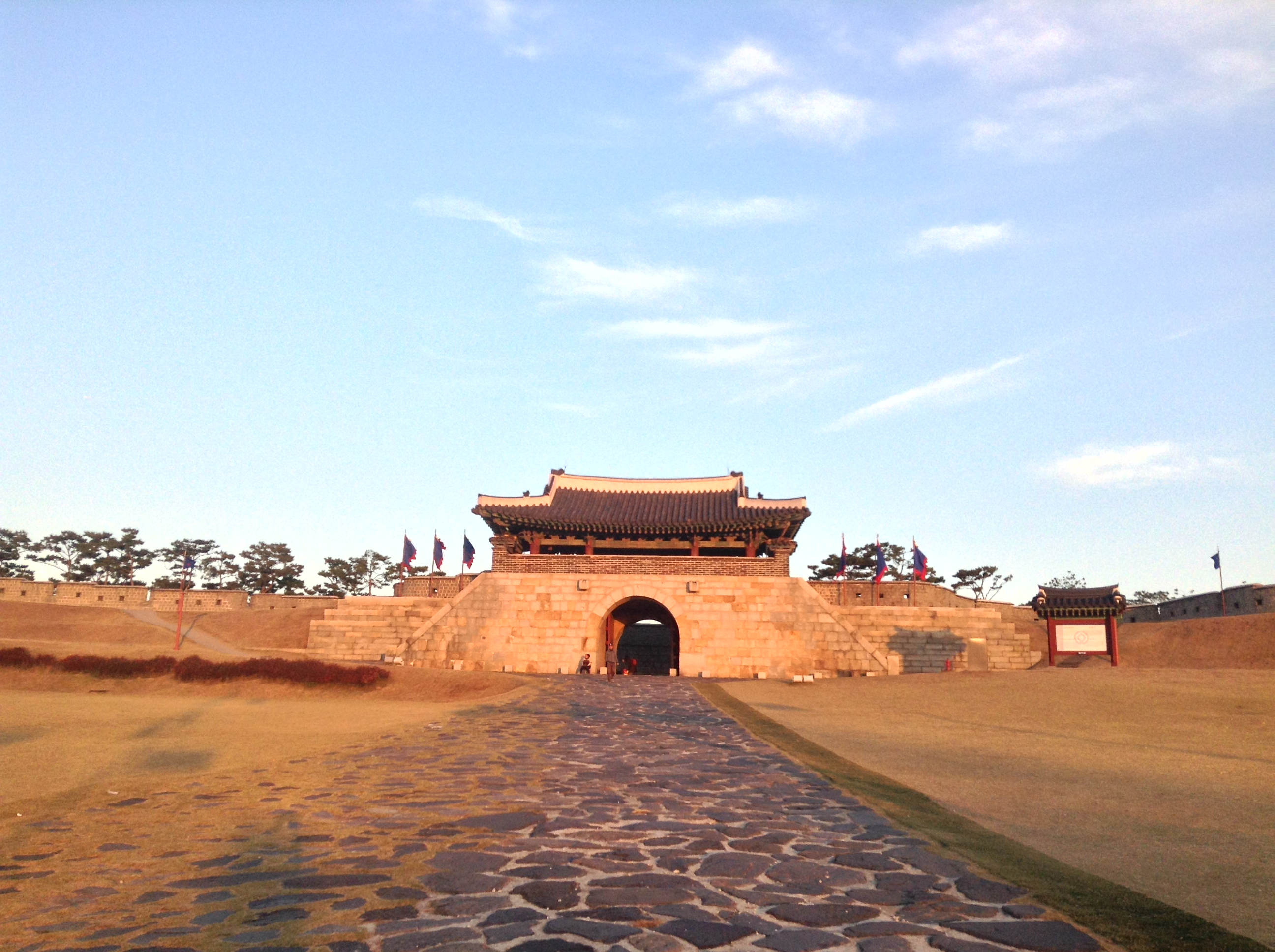
수원 연무대 창룡문

국도 제43호선 건너편에 동북공심돈과 연무대가 있다. 그리고 연무대 쪽에 국궁체험장이 있다. 그 밖에 연무초등학교 등이 있다.

## 교통시설
국도 제1호선와 국도 제43호선이 만나는 창룡문 사거리가 있고 1번 국도를 기준으로 창룡지하차도가 완공되었다. 지하철 통과 계획은 아직 없으며 주변 개발 계획도 없다.

## 같이 보기
- 수원 화성
- 화서문
- 창룡도서관